# Лежениці
Лежениці (пол. Leżenice) — село в Польщі, у гміні Ґловачув Козеницького повіту Мазовецького воєводства.
Населення — 212 осіб (2011).
У 1975—1998 роках село належало до Радомського воєводства.

## Демографія
Демографічна структура станом на 31 березня 2011 року:
|          | Загалом | Допрацездатний вік | Працездатний вік | Постпрацездатний вік |
| -------- | ------- | ------------------ | ---------------- | -------------------- |
| Чоловіки | 108     | 16                 | 78               | 14                   |
| Жінки    | 104     | 20                 | 57               | 27                   |
| Разом    | 212     | 36                 | 135              | 41                   |